# Tetrapterys diptera
Tetrapterys diptera är en tvåhjärtbladig växtart som beskrevs av José Cuatrecasas. Tetrapterys diptera ingår i släktet Tetrapterys och familjen Malpighiaceae. Inga underarter finns listade i Catalogue of Life.